# Anneaux de Buckland
Les anneaux de Buckland sont les vestiges d'une colline fortifiée de l'Âge du fer, située dans la commune de Lymington, dans le Hampshire, en Angleterre. Aujourd'hui, les monticules et les levées extérieures qui constituaient autrefois ses défenses restent clairement visibles, bien que l'enceinte externe se trouve sous la route du côté ouest et au sud-est et qu'elle soit en partie arasée. Les fouilles des remparts intérieurs et moyens en 1935 ont révélé qu'ils étaient construits en remblai, maintenus à l'avant par des poutres en bois dressées et des murs de gazon coupé et posé. L'entrée, qui se trouve sur le côté est, a également été excavée, révélant un long passage d'entrée et des trous de poteaux utilisés pour une paire de solides postes de contrôles. Le site a été acheté par le comté du Hampshire en 1989 pour assurer sa préservation. Il est ouvert au public.

## Aperçu
Les Anneaux de Buckland sont une implantation de forme rectangulaire à trois enceintes concentriques datant de l'Âge du fer britannique. Bien que ce type de structure soit communément appelé colline fortifiée, les Anneaux de Buckland ne sont en fait qu'à 27 mètres au-dessus du niveau de la mer. Ce type de site se rencontre rarement en plaine. Le site de Buckland est le mieux conservé et le plus important du bassin du Hampshire et du Dorset. Il se dresse sur un éperon de gravier et couvre une surface de 2,8 hectares. L'enceinte intérieure mesure 2,4 mètres de haut tandis que celle du milieu est plus basse mais exceptionnellement large. Les Anneaux de Buckland ont une triple enceinte et un double-fossé bien préservés, bien que l'enceinte extérieure se trouve sous la route du côté ouest et que le côté est qui contenait l'entrée ait été partiellement arasé au milieu du XVIIIe siècle.

## Historique

### Premiers rapports

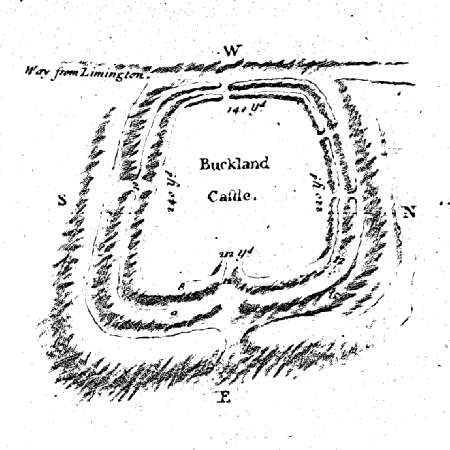
Anneaux de Buckland représentés par Thomas Wright en 1744

Le premier rapport sur les anneaux de Buckland a été rédigé par Thomas Wright, qui a visité le site à l'été 1743. Il a décrit les anneaux de Buckland comme « très forts, avec des fossés doubles et des levées triples, au sommet d'une colline, trois voies gardées par une ascension naturelle ». Wright a dessiné un plan du fort, qui est particulièrement précieux car certains des remparts orientaux ont été aplatis par un fermier vers 1750. Wright a également remarqué la présence d'un camp inférieur à proximité (Ampress Camp) avec une ferme appelée Ampress Farm, qu'il a compris être Ambrose Farm, et il pensait qu'il n'était « pas improbable » que le site soit « une station principale » appartenant au chef de guerre romano-britannique du Ve siècle, Ambrosius Aurelianus. 
Cette pensée a été développée par Richard Warner en 1793 qui a décrit de manière fantaisiste comment Ambrosius « incapable de soutenir les attaques furieuses des envahisseurs, a probablement été conduit, ... jusqu'à ce qu'il atteigne le quartier de Lymington. Warner décrit comment « un terrassement, un échantillon grossier de castramétisation britannique, peut encore être discerné à cet endroit. » 
D'autres pensaient simplement que les Anneaux de Buckland étaient un camp romain, mais en 1885, le Hampshire Field Club et la société archéologique nouvellement créés ont examiné le site et ont décidé que le mot « romain » devait être retiré des futures cartes de l'Ordnance Survey.

### Fouilles de 1935
À ce jour, la seule fouille du site a été réalisée sur une période de trois semaines en 1935 sous la supervision de Christopher Hawkes, à la suite de travaux préparatoires en 1934. Hawkes a limité ses fouilles aux zones autour de l'entrée, et en particulier aux remparts intérieurs et moyens et aux fossés du côté est où les remparts avaient été presque totalement arasés vers 1750.

### Enquête de 1993
Un relevé géophysique a été effectué à l'intérieur des Anneaux de Buckland en 1993 par magnétométrie. Cependant, les conditions géologiques sur le site pour la détection magnétique de l'archéologie se sont révélées médiocres et des caractéristiques telles que les structures de trous de poteau étaient indétectables. L'enquête a été en mesure de retracer le tracé des parties manquantes, de localiser la position des fouilles de Hawkes et de définir partiellement la structure de l'entrée. Cependant, peu de traces d'activité ont été relevées.

## Description

### Enceinte et fossé intérieurs
Le fossé intérieur était en section en V, de 3,5 mètres de profondeur et de 8,8 mètres de largeur. Des trous de poteaux pour les poutres verticales ont été trouvés à l'avant de l'enceinte intérieure. Ces poteaux auraient contenu des poutres horizontales formant un revêtement en bois à l'avant de l'enceinte. Le rempart était composé de sable et de gravier creusé dans les fossés, ainsi que d'un mur de gazon taillé et étendu, dans lequel les poteaux avaient été encastrés. Des trous de poteau supplémentaires ont été découverts à 5,8 mètres derrière les trous de poteau avant. Ces poutres d'ancrage étaient vraisemblablement retenues pour la paroi avant, bien que la distance de 5,8 mètres entre les rangées soit jugée quelque peu excessive pour un simple contreventement.

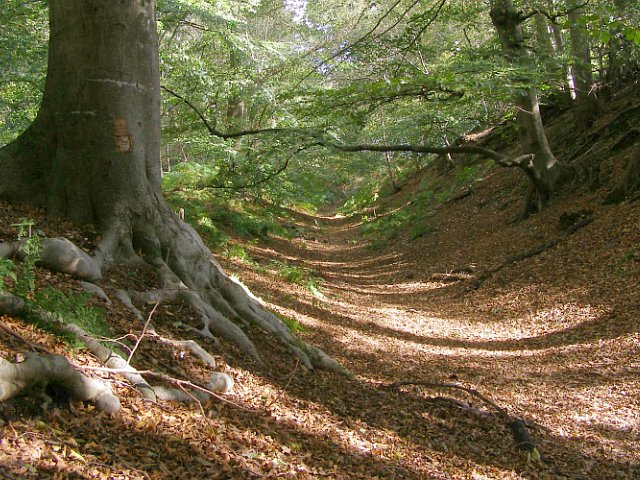
Fossé intérieur dans les remparts nord des Anneaux de Buckland

### Enceinte centrale
L'enceinte centrale était apparemment plus basse que l'enceinte intérieure, et le fossé central était plus petit que le fossé intérieur. Un seul trou de poteau a été trouvé, mais on pense que ce rempart avait également une structure de mur et de remblai avec des poutres verticales et un mur de parement en gazon coupé et étendu.

### Entrée
L'entrée était un passage étroit s'étendant sur environ 60 mètres de long depuis le bord extérieur du deuxième fossé jusqu'aux portes à l'extrémité la plus profonde. La largeur du passage variait entre 8 et 12 mètres sur la majeure partie de sa longueur avant de se réduire à environ 3  à   3,5 mètres aux portes. Les portes étaient supportées par des poutres en bois dans deux trous massifs de 90 centimètres de diamètre. 

## Chronologie
Les découvertes réalisées lors des fouilles ont été peu nombreuses et d'une aide limitée pour la datation du site. Une petite chaine en fer a été trouvée, composée d'un anneau circulaire et de restes de cinq maillons ovales. Il y avait aussi quelques morceaux de poterie de l'Âge du fer, et un fragment d'un tube de bronze qui serait un « chapeau de corne », un type d'objet qui était monté aux extrémités des jougs de char. Hawkes lui-même croyait que le fort avait été construit au Ier siècle av. J.-C. et avait été démoli vers 43 après J-C, peut-être par les Romains. Les progrès de l'archéologie de l'Âge du fer depuis les années 1930 ont conduit les archéologues modernes à adopter une chronologie plus longue pour le site. Le site peut dater du début de l'Âge moyen du fer (vers le Ve siècle av. J.-C.) et peut avoir commencé avec un seul système de berges et de fossés. Plus tard, les remparts peuvent avoir été rénovés et les remparts extérieurs ont été ajoutés à la construction d'origine. De nombreuses collines dans le sud de l'Angleterre avaient été abandonnées bien avant la conquête romaine de la Grande-Bretagne, et les anneaux de Buckland ont peut-être été abandonnés au Ier siècle av. J.-C.
Les trouvailles provenant des fouilles sont conservées à Winchester.

## Protection
Le site est aujourd'hui protégé. Le seul dommage évident est l'endroit où des parties des remparts orientaux ont été aplatis au  XVIIIe siècle et où le rempart extérieur du côté ouest a été détruit par la route. De plus, deux maisons ont été construites à l'intérieur de l'extrémité ouest du fort au début du XXe siècle. En 1986, un promoteur immobilier a annoncé son intention de construire un centre de loisirs à l'intérieur des Anneaux de Buckland. Ces plans ont été rejetés lors d'une enquête publique en 1988. Depuis 1989, le site des Anneaux de Buckland est sous la responsabilité et la propriété du comté du Hampshire, et il est désormais ouvert aux visiteurs à pied. Les Anneaux de Buckland sont maintenant un monument historique classé. Il y a aussi une piste cyclable de VTT à côté des anneaux de Buckland, située dans une gravière désaffectée.

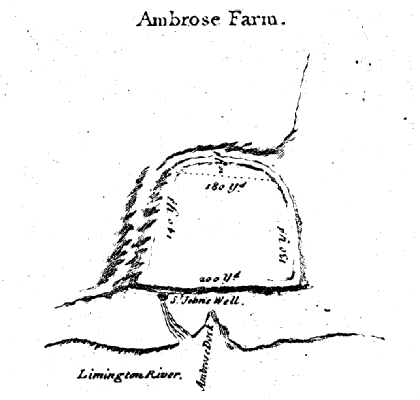
Ampress Camp tel que représenté par Thomas Wright en 1744. Le nord est à droite

## Camp d'Ampress
Près des Anneaux de Buckland se trouve une autre enceinte préhistorique, appelée le camp d'Ampress (ou Ampress Hole). Il se trouve à 360 mètres à l'est des Anneaux de Buckland, le long de la rivière Lymington, et à environ 200 mètres au nord de l'hôpital Lymington New Forest. Le camp d'Ampress a été noté par Thomas Wright en 1744, qui le décrivit comme « sur un terrain inférieur, près d'une rivière (qui le défend d'un côté), avec un fossé et un vallum demi-rond, et une sorte de marécage de l'autre ». Le rempart extérieur représenté par Wright a depuis longtemps été aplati et les fossés ont été comblés. Des ouvrages hydrauliques occupent la partie nord du site et des bâtiments commerciaux ont empiété sur la moitié ouest. Une partie de l'intérieur (la partie sud-est) est toujours visible, car un champ et une voie en contrebas courent sur une courte distance le long de la ligne du fossé intérieur sud. Il n'y a eu que des fouilles limitées, mais quelques morceaux de poterie trouvés sur le site peuvent dater de l'Âge du fer. Si le camp date de l'Âge du fer, il est inhabituel d'avoir deux camps de l'Âge du fer si proches l'un de l'autre. Le camp d'Ampress a peut-être formé une tête de pont pour les habitants des Anneaux de Buckland, ou il peut avoir été occupé pendant une période différente de l'Âge du fer. 